# Vasil Jakusja
Vasil Fjodaravitj Jakusja (hviderussisk: Васіль Фёдаравіч Якуша tr. Vasil Fjodaravitj Jakusja ; russisk: Василий Фёдорович Якуша tr. Vasilij Fjodorovitj Jakusja) (født 30. juni 1958 i Kijev, Ukrainske SSR, død 24. november 2020 i Minsk) var en hviderussisk roer, der repræsenterede Sovjetunionen i internationale konkurrencer.

## Rokarriere
Jakusja var sovjetisk mester i singlesculler 1980-1986 og 1988 samt i dobbeltsculler i 1988. Ved OL 1980 i Moskva stillede han op i singlesculler, og han vandt sit indledende heat og blev nummer to i sin semifinale. I finalen var forhåndsfavoritten, finnen Pertti Karppinen hurtigst og sikrede sig guldet, mens Jakusja fik sølv og østtyske Peter Kersten bronze.
Ved VM 1982 vandt han også sølv, mens han i 1986 hentede VM-bronze. Han blev desuden toer ved Royal Henley Regatta i 1987.
Ved OL 1988 i Seoul stillede han op i dobbeltsculler sammen med Oleksandr Martjenko, og de vandt både deres indledende heat og deres semifinale. I finalen viste den nederlandske duo, Ronald Florijn og Nico Rienks, sig overraskende at være stærkest og vandt guld, mens schweizerne Beat Schwerzmann og Ueli Bodenmann fik sølv og Jakusja og Martjenko bronze.

## OL-medaljer
- 1980:  Sølv i singlesculler
- 1988:  Bronze i dobbeltsculler